# Их-Богдын-Нуру
Их-Богдын-Нуру (Их-Богд, Их-Богдо) — горный хребет Гобийского Алтая, расположенный на территории аймака Баянхонгор, Монголия. Имеет длину 75 км и ширину до 20 км. Высоты колеблются от 2500 до 2900 м, в центральной части расположен ромбовидный выступ с высотами  от 3500 до 3900 м и гора Барун-Богдо-Ула высотой 3957 м.
С севера и юга хребта расположены наклонные предгорные равнины шириной до 10 км. Понижение на севере — до 1200 м, на юге — до 1500 м.